# Comité Judío Estadounidense
El Comité Judío Estadounidense (en inglés: American Jewish Committee), también conocido por sus iniciales AJC, fue fundado en 1906 con el objetivo de reunir a todos los sectores de judíos de Estados Unidos para defender los derechos de los judíos en todo el mundo.
Es una de las organizaciones de defensa de judíos más antiguas de Estados Unidos.
Las tácticas del AJC, integrado por judíos adinerados de Europa Occidental han sido sobre todo diplomáticas y discretas. A pesar de acostumbrar mantenerse distante de otros grupos judíos, en 1975, se integró brevemente en el President's Conference para participar en el boicot turístico a México. Esto, tras el impulso de los países árabes, con el apoyo del bloque soviético y del Movimiento de Países No Alineados, para considerar al sionismo como una forma de racismo durante la Conferencia del Año de la Mujer en la Ciudad de México, y la posterior adopción de la resolución 3379 por parte de la Asamblea General de la ONU, de carácter declarativo y no vinculante, que lo hacía equiparable al apartheid sudafricano (72 votos a favor, 35 en contra y 32 abstenciones). En conjunto con otras organizaciones judías estadounidenses, en diciembre de 1975, el AJC anunció la suspensión de sus viajes a México a raíz del "deseo actual de algunos judíos y de las organizaciones judías para boicotear a México. Revisó un estudio que había hecho en 1974 acerca de su política hacia los boicots y a pesar de todos los argumentos que siempre había sostenido contra este tipo de actividad organizada, decidió incorporarse al movimiento general.
Al igual que el Comité Judío Estadounidense, otra institución importante en la vida judía en Estados Unidos es el Congreso Judío Estadounidense (American Jewish Congress), que a menudo es nombrada por sus iniciales AJC. Para facilitar la diferenciación, (se las conoce respectivamente como el AJCommittee y el AJCongress).
Una tercera institución es el Comité Judío Estadounidense de Distribución Conjunta (en inglés: American Jewish Joint Distribution Committee), una organización mundial con base en Nueva York, fundada en 1914 y activa en más de 70 países.